# Zeekr 001

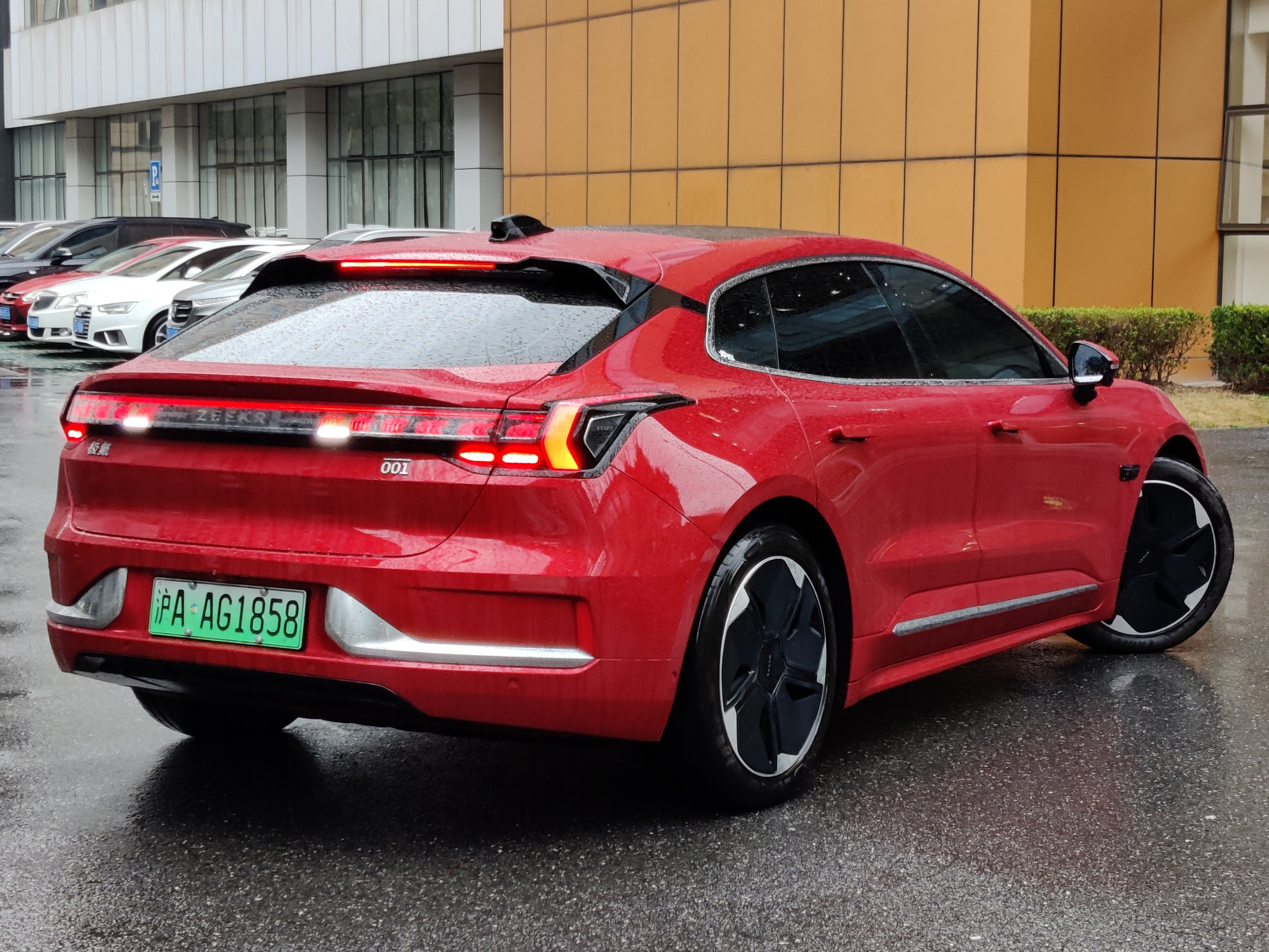
Вид сзади

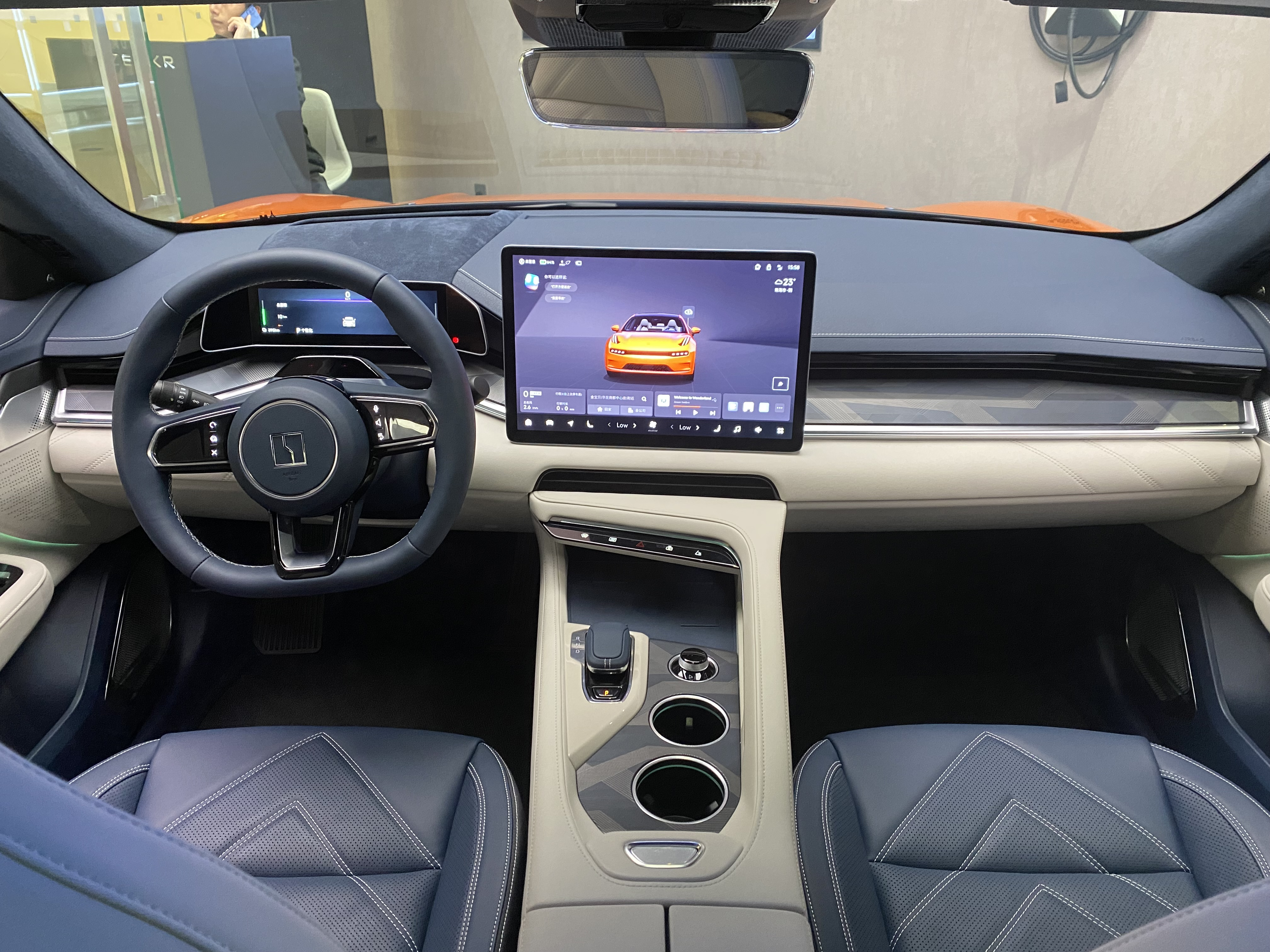
Место водителя

Zeekr 001 — пятидверный премиальный спортивный электромобиль, выпускаемый под маркой Zeekr китайской компанией Zhejiang Geely Holding Group с октября 2021 года и поставляемый в Европу с 2022 года.

## Описание
Первый прототип электромобиля был представлен 16 апреля 2021 года. За его основу была взята немецкая модель Porsche Panamera Sport Tourismo.
Передняя часть похожа на Lynk & Co 05. Платформа автомобиля — Sustainable Experience, как и у других электромобилей производства Geely Automobile.
Привод автомобиля — полный. До 100 км/ч автомобиль разгоняется за 3,8 секунды, максимальная скорость — более 200 км/ч. За 5 минут аккумулятор заряжается на 120 км пробега.
В феврале 2024 года автомобиль прошёл рестайлинг.

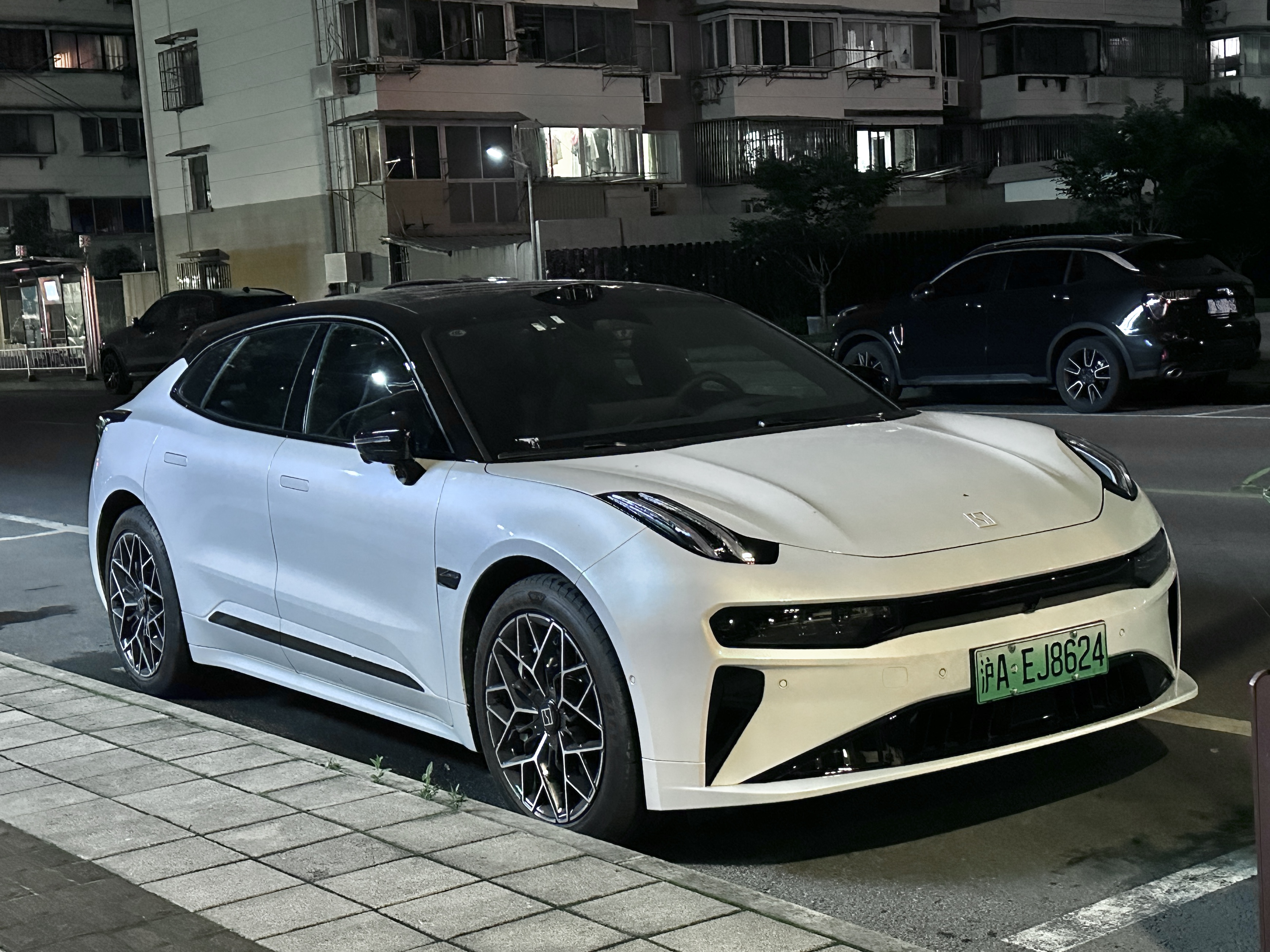
Фейслифтинг передней части

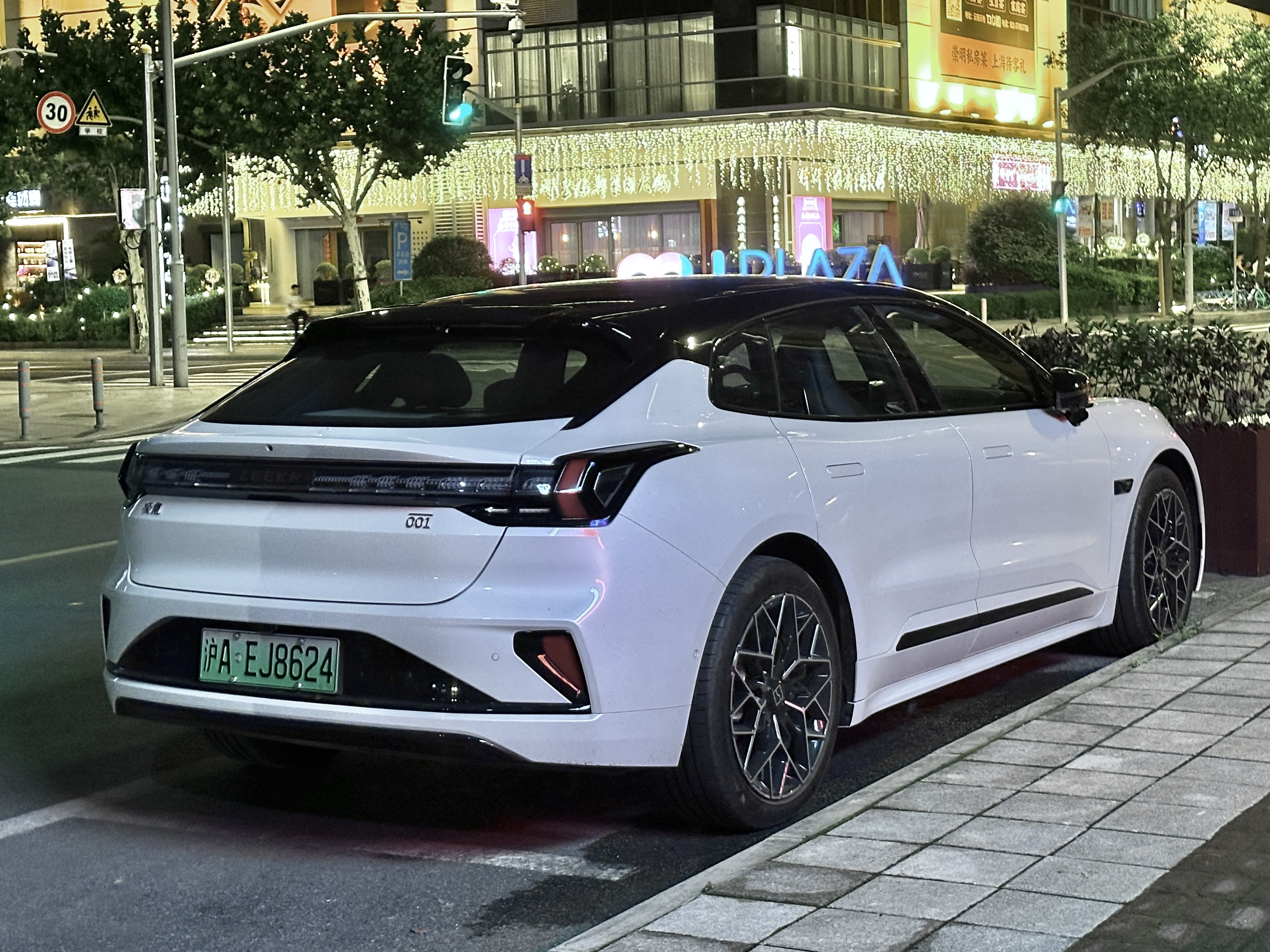
Фейслифтинг задней части

### Zeekr 001 FR
Был представлен 1 сентября 2023 года. Оснащается четырёхмоторной трансмиссией с отдачей 1248 л. с. Zeekr 001 FR позиционируется в роли главного конкурента Tesla Model S Plaid.

## Продажи
Более 2012 единиц Zeekr 001 было продано в Китае в ноябре 2021 года. По состоянию на 2022 год, произведено более 2000 единиц электромобилей Zeekr 001.

## Zeekr за пределами Китая
В страны ЕС модель официально поставляется с 2022 года.
С 2023 года в России машина стала доступна у серых дилеров, однако официальных дилеров на территории РФ нет.
С конца 2023 года модель стала официально доступна в Казахстане.
В марте 2024 года компания Zeekr анонсировала официальный выход на рынок Узбекистана с тремя моделями. К лету 2024 года начались продажи Zeekr 001, а также Zeekr X и Zeekr 007.

## Характеристики

### Общая информация
- Страна марки: Китай
- Класс автомобиля: E
- Количество дверей: 5
- Количество мест: 5
- Расположение руля: Левый

### Размеры
- Длина: 4970 мм
- Ширина: 1999 мм
- Высота: 1560 мм
- Колёсная база: 3005 мм
- Клиренс: 117—205 мм
- Размер колёс: 255/45/R21

### Объём и масса
- Объём багажника мин/макс: 2144 л
- Снаряженная масса: 2350 кг

### Трансмиссия
- Коробка передач: Автомат
- Количество передач: 1
- Тип привода: полный

### Подвеска и тормоза
- Тип передней подвески: независимая, пружинная
- Тип задней подвески: независимая, пневмоэлемент
- Передние тормоза: дисковые вентилируемые
- Задние тормоза: дисковые

### Эксплуатационные показатели
- Максимальная скорость: 200 км/ч
- Разгон до 100 км/ч: 3.8 с

### Двигатель
- Тип двигателя: Электро
- Максимальная мощность: 544 л.с. (400 кВт)
- Максимальный крутящий момент: 768 Н⋅м об/мин

### Аккумуляторная батарея
- Запас хода на электричестве: 626 км
- Ёмкость батареи: 100.0 кВт⋅ч